# Szabó Béla (orvos)
Szabó Béla (Nagyvárad, 1957. szeptember 25. –) erdélyi magyar szülész-nőgyógyász szakorvos, orvosi szakíró, az orvostudományok doktora, egyetemi tanár.

## Életútja, munkássága
Középiskoláit a margittai líceumban (1976), egyetemi tanulmányait a marosvásárhelyi OGYI általános orvosi karán végezte (1983). 1985-ig Marosvásárhelyen a Megyei Kórházban volt rezidens; 1985-től a marosvásárhelyi szülészeti és nőgyógyászati klinika tanszékén gyakornok, tanársegéd (1991), adjunktus (2000), előadótanár (2003), majd egyetemi tanár (2006), 2008-tól tanszékvezető, majd az Orvosi Kar dékánhelyettese. Szakvizsgát 1989-ben Bukarestben tett. Az orvostudomány doktora fokozatot 1999-ben szerezte meg. A MOGYE szenátusának 1990-től tagja. 1999 és 2007 között a maros megyei  sürgősségi klinikai kórház aligazgatója, majd orvosigazgatója.

## Kutatási területe
Serdülőkorúak terhessége és szülése, a heges méh szülészeti patológiája, jatrogén ártalmak a szülészet-nőgyógyászat területén, a menopauza kezelésének aktuális kérdései.

## Publikációi
Eredményeit 41 teljes dolgozat formájában hazai (Revista de Medicină şi Farmacie – Orvosi és Gyógyszerészeti Szemle, EME Orvostudományi Értesítő), külföldi (Magyar Nőorvosok Lapja) szakmai folyóiratokban és konferencia-kötetekben közölte.

### Egyetemi jegyzete
- Nőgyógyászat (Marosvásárhely, 2001).

### Egyetemi tankönyvei
- Rövid nőgyógyászat (Marosvásárhely, 2006);
- A menopausa kezelésének aktuális kérdései (Marosvásárhely, 2006, társszerzővel);
- Tehnici chirurgicale laparascopice în ginecologie (Marosvásárhely, 2006, társszerző). Az általa írt Patologie iatrogenă în obstetrică şi ginecologie c. fejezet Jung János Patologie iatrogenă (Marosvásárhely, 2006) c. kötetében, valamint I. Munteanu Tratat de obstetrică (Bukarest, 2007) c. kézikönyvében jelent meg.

## Szakmai rendezvényeken való részvétel
Főszervezője volt 2005-ben a Román Perinatológiai Társaság V. Kongresszusának, 2006-ban részt vett Kuala Lumpurban a FIGO (International Federation of Gynecology and Obstetrics) világkongresszusán. Tanulmányúton volt 1996-ban a debreceni, majd 2004-ben a bázeli nőgyógyászati klinikán. Tagja a Román Szülészet-Nőgyógyászati Társaságnak (1990), 2003–2005 között ügyvezető elnöke, 2006-tól regionális alelnöke a Román Perinatológiai Társaságnak, a Magyar Szülészeti és Nőgyógyászati Ultrahang Társaságnak (1996), választmányi tagja az EME Orvostudományi Szakosztályának (2001), az European Menopause and Andropause Societynek (2003). Maros és Hargita megye szülészeti és nőgyógyászati ellátásának fő metodológusa (2002), az Egészségügyi Minisztérium Nőgyógyászati Szakbizottságának tagja (2006).

## Díjak, elismerések
- Munkája elismeréseképpen a Román Oktatási Minisztérium (2004) és a Swiss Agency for Development and Cooperation emlékplakettel jutalmazta.
- A Magyar Érdemrend tisztikeresztje, polgári tagozat, 2020

- Gr. Mikó Imre-emlékplakett, 2024 (EME, Kolozsvár)